# Uke (judo)
Uke je označení obránce v judu, pochází z japonštiny a znamená ten, kdo padá. Během zápasu se snaží klást odpor útočníkovi (Torimu), aby jej nehodil pomocí některé z technik (waza) chvatů na žíněnku (tatami) a vyměnit si s ním roli.